# Antti-Jussi Kemppainen
Antti-Jussi Kemppainen (Kuusamo, 21 juli 1989) is een Finse freestyleskiër, die is gespecialiseerd op de onderdelen halfpipe en slopestyle.

## Carrière
Bij zijn wereldbekerdebuut, in januari 2006 in Les Contamines-Montjoie, eindigt Kemppainen op de achtste plaats. In februari 2007 stond de Fin in Apex voor de eerste maal in zijn carrière op het podium van een wereldbekerwedstrijd. Tijdens de wereldkampioenschappen freestyleskiën 2009 in Inawashiro eindigde hij als zevende op het onderdeel halfpipe.
Op de wereldkampioenschappen freestyleskiën 2011 in Deer Valley eindigde Kemppainen als zeventiende op het onderdeel slopestyle. In Voss nam de Fin deel aan de wereldkampioenschappen freestyleskiën 2013. Op dit toernooi eindigde hij op het onderdeel halfpipe op de vijfde plaats. Op 17 augustus 2013 boekte hij in Cardrona zijn eerste wereldbekerzege.

## Resultaten

### Wereldkampioenschappen
| Jaar | Plaats      | Resultaten     |
| ---- | ----------- | -------------- |
| 2009 | Inawashiro  | 7e Halfpipe    |
| 2011 | Deer Valley | 17e Slopestyle |
| 2013 | Voss        | 5e Halfpipe    |

### Wereldbeker
Eindklasseringen
| Seizoen   | Algm | HP     | SS    |
| --------- | ---- | ------ | ----- |
| 2005/2006 | 105e | 14e    | –     |
| 2006/2007 | 44e  | Zilver | –     |
| 2007/2008 | 52e  | 8e     | –     |
| 2008/2009 | 82e  | 10e    | –     |
| 2011/2012 | 39e  | 16e    | Brons |
| 2012/2013 | 35e  | 6e     | –     |

Wereldbekerzeges
| Datum            | Plaats   | Onderdeel |
| ---------------- | -------- | --------- |
| 17 augustus 2013 | Cardrona | Halfpipe  |